# Uwe Bullmann
Uwe Bullmann (* 8. März 1945 in Zwickau; † 10. Juni 2016 in Chemnitz) war ein deutscher Grafiker und Maler.

## Leben
Uwe Bullmann hat 1964 eine Maurerlehre abgeschlossen und anschließend bis 1968 ein Studium der Kunsterziehung und Geschichte an der Karl-Marx-Universität Leipzig absolviert. 1968 bis 1971 war er Fachreferent für Bildende Kunst im Bezirk Leipzig und von 1971 bis 1976 Bezirkssekretär im Verband Bildender Künstler (VBK) des Bezirkes Karl-Marx-Stadt. Ab 1977 war er freischaffender Künstler. Er hegte eine innige Freundschaft zu Bernhard Heisig und Wolfgang Mattheuer. 1980 reiste Bullmann als Abgesandter des VBK mit Falko Behrendt, Edmund Bechtle, Christian Heinze und Günther Rechn durch palästinensische Gebiete, wobei sie auch Yasser Arafat trafen.
Von 1977 bis 1984 war er als Dozent an der Fachschule für angewandte Kunst Schneeberg tätig und danach bis 1991 Mitglied im Vorstand der Verkaufsgenossenschaft Bildende Künstler der „Galerie Oben“ in Karl-Marx-Stadt/Chemnitz. 1994 gründete er die Hof-Galerie in Chemnitz zusammen mit Axel Wunsch und arbeitet von da an als Galerist der Galerie Borssenanger, zuvor Hof-Galerie.

## Werke
- Der Maler und seine Brigade (Öl auf Hartfaser, 1977)[3]
- Wandlung einer Landschaft (Öl)[4]
- Sonnenblumen (Radierung, 10 × 7,5 cm, 1980; Kunstsammlung der Wismut GmbH, Chemnitz)[5]
- Erzgebirgische Landschaft (Öl auf Hartfaser, 26 × 38 cm, 1983; Kunstsammlung der Wismut GmbH, Chemnitz)[6]

### Weitere öffentliche Sammlungen, in denen sich Werke Bullmanns  befinden
- St. Petersburg: Eremitage
- Chemnitz: Kunstsammlungen Chemnitz
- Cottbus: Brandenburgische Kunstsammlung
- Oelsnitz: Sammlung Erzgebirgische Landschaftskunst[7]

## Ausstellungen
- 1977/1978 VIII. Kunstausstellung der DDR in Dresden
- 1974, 1979 und 1985 Bezirkskunstausstellung Karl-Marx-Stadt
- 1974, 1978 und 1980 Junge Künstler der DDR, Frankfurt/Oder
- 1981: Cottbus, Galerie Kunstsammlungen („Engagement Palästina. Malerei und Grafik von Edmund Bechtle, Falko Behrendt, Uwe Bullmann, Christian Heinze, Günther Rechn“)
- 1983 Karl Marx – Künstlerbekenntnisse, Berlin, Magdeburg, Karl-Marx-Stadt und Leipzig
- 1984/1985 Karl-Marx-Stadt, Städtisches Museum am Theaterplatz („Retrospektive 1945 – 1984. Bildende Kunst im Bezirk Karl-Marx-Stadt“)

Weitere Ausstellungsbeteiligungen in der BRD, Irak, CSSR, Bulgarien, Polen und Ungarn.